# 메리 램

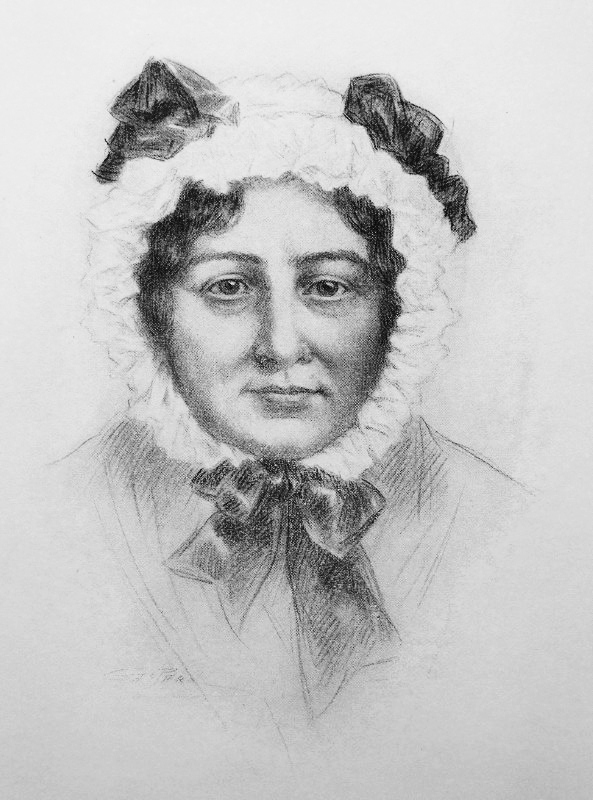
메리 앤 램

메리 앤 램(Mary Ann Lamb ; 1764년 12월 3일 ~ 1847년 5월 20일)은 영국의 작가이며, 11살 터울인 찰스 램의 누나이다. 찰스 램과 함께 런던 낭만주의 문학 학파의 일원으로 활동했으며, 아동들을 위한 동화 《셰익스피어 이야기》를 쓴 것으로 유명하다. 또한 생애 내내 정신병 발작을 앓아 1796년 어머니를 죽게 했으며, 생애 대부분을 정신병 환자들을 위한 요양소에서 지냈다.

## 램 오누이
|                                                                       |
| 말년에 동생 찰스 램과 함께있는 메리 앤 램 (1834 프랜시스 스티븐 캐리) |

## 메리 램
메리 앤 램(Mary Ann Lamb)의 사연이나 삶은 도로시 파커(Dorothy Parker), 로스 에반(Ross Evans), 피터 애크로이드(Peter Ackroyd), 캐시 왓슨(Kathy Watson), 수잔 타일러 히치콕(Susan Tyler Hitchcock)등에 의해 뜻깊은 취지에서 연구되거나 탐구되었으며 주요한 플롯의 에피소드에서도 다루어진바있다.

## 같이 보기
- 윌리엄 워즈워스